# Begonia hispidissima
Begonia hispidissima là một loài thực vật có hoa trong họ Thu hải đường. Loài này được Zipp. ex Koord. mô tả khoa học đầu tiên năm 1898.